# Mariene ecoregio Golf van Aden
De Mariene ecoregio Golf van Aden (89) (Engels: Gulf of Aden marine ecoregion) is een biogeografische regio en ligt in het noordwesten van de Indische Oceaan in de Mariene provincie Rode Zee en Golf van Aden (18) in het Marien rijk Westelijke Indo-Pacific. De mariene ecoregio is vastgesteld door het World Wide Fund for Nature en The Nature Conservancy en is vernoemd naar de Golf van Aden.
In het noordoosten grenst het gebied aan de mariene ecoregio Westelijke Arabische Zee (92), in het noordwesten aan de mariene ecoregio Zuidelijke Rode Zee (88) en in het zuiden aan de mariene ecoregio Centrale Somalische Kust (93).

## Geografie
De mariene ecoregio ligt in het noordwesten van de Indische Oceaan voor een deel van de zuidkust van Jemen, de noordkust van Somalië en de oostkust van Djibouti en een stukje Ethiopië. Het gebied ligt in de Golf van Aden en strekt zich uit van de stad Al Mukalla in het noordoosten tot aan de landtong Ras Binnah bij Bargal in Somalië. Het omvat onder andere de zeestraat Bab el Mandeb, de Golf van Tadjourah en de wateren rond Socotra.
Door het gebied stroomt (het verlengde van) de Somalistroom.

## Biogeografie
Het gebied kent zeeleven dat houdt van tropische temperaturen.